# Мойданахе
Мойданахе (груз. მოიდანახე) — село в Грузії.
За даними перепису населення 2014 року в селі проживає 785 осіб.